# 路傍の石幼少年文学賞
路傍の石幼少年文学賞（ろぼうのいしようしょうねんぶんがくしょう）は、（財）石川文化事業財団が設立した文学賞のひとつ。代表作『路傍の石』で著名な山本有三の業績を記念し、1986年に同財団主催の路傍の石文学賞から独立する形で新設され、幼少年の読書に適した優秀な作品の作者に贈られた。
選考は年度対象で、授賞式は毎年2月か3月に東京都千代田区にあるお茶の水スクエアカザルスホールにおいて、同財団主催の路傍の石文学賞、山本有三記念郷土文化賞とともに行われた。
路傍の石文学賞に合わせる形で1987年の第9回から行われていたが、2001年にそれまでひとつの授賞部門として独立していた同賞は再び路傍の石文学賞の選考対象作品に含まれることとなり、同年第23回の開催をもってその歴史に幕を下ろした。

## 歴代受賞者
- 第9回（1987年） 松野正子『森のうそくいどり』『しゃぼんだまにのって』
- 第10回（1988年） 今村葦子『ふたつの家のちえ子』『良夫とかな子』『あほうどり』
- 第11回（1989年） 森山京『きつねのこ』シリーズ
- 第12回（1990年） 長新太『ヘンテコどうぶつ日記』『トリとボク』
- 第13回（1991年） 斉藤洋『ルドルフとイッパイアッテナ』『ペンギンハウスのメリークリスマス』
- 第14回（1992年） いとうひろし『おさるのまいにち』『おさるはおさる』
- 第15回（1993年） 岡田淳『びりっかすの神さま』『星モグラサンジの伝説』
- 第16回（1994年） きたやまようこ『りっぱな犬になる方法』『じんぺいの絵日記』
- 第17回（1995年） 竹下文子『黒ねこサンゴロウ<1>旅のはじまり』『黒ねこサンゴロウ<2>キララの海へ』
- 第18回（1996年） 高楼方子『へんてこもりにいこうよ』『いたずらおばあさん』
- 第19回（1997年） 松居スーザン『森のおはなし』『はらっぱのおはなし』
- 第20回（1998年） 該当者なし。
- 第21回（1999年） 該当者なし。
- 第22回（2000年） 該当者なし。
- 第23回（2001年） 該当者なし。